# Franz Weiß (Maler, 1952)
Franz Weiß (* 1952 in Steyr) ist ein österreichischer Maler und Kunsterzieher.

## Leben und Wirken
Der in Finklham in der Gemeinde Scharten lebende und arbeitende freischaffende Künstler ist Autodidakt und malt seit seiner Begegnung mit Raphaela Toledo. Seit 1982 hat er an mehr als 300 Einzel- und Gemeinschafts-Ausstellungen im In- und Ausland teilgenommen und war Seminarleiter von mehr als 60 Kunstseminaren in Österreich (Bildungshäuser Puchberg bei Wels und St. Virgil in Salzburg, Italien und Griechenland).

## Mitgliedschaften
- Berufsvereinigung bildender Künstler Salzbnrg
- Oberösterreichischer Kunstverein (bis 2003)
- Innviertler Künstlergilde
- Künstlergilde Wels
- Eferdinger Künstlergilde (13 Jahre Präsident)
- Kunstverein Bräuhausgalerie Freistadt

## Einzelausstellungen
- 2012 Vier Jahreszeiten Galerie Forum Wels